# Domburg (Suriname)
Domburg est une banlieue du Suriname située dans le district de Wanica. Elle a une population de 5 500 habitants (recensement de 2004).
Dans le nord et l'est du district Domburg banlieue limitrophe Commewijne, banlieue sud de Domburg est le district de Para et de l'ouest de banlieue Houttuin.